# 亚伯拉罕·约书亚·特韦尔斯基

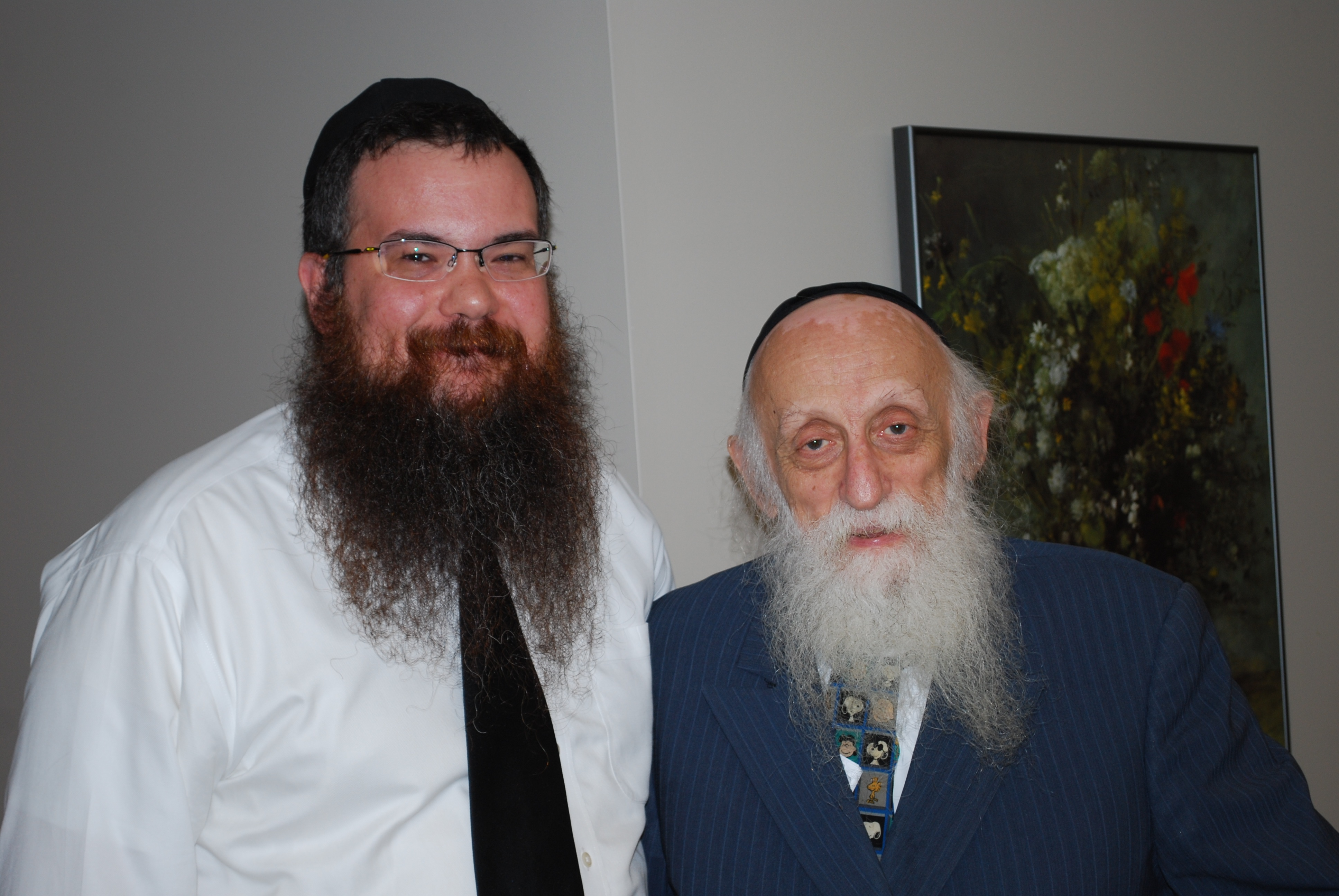
特韦尔斯基（图右）与另一位拉比塔乌卜的合影

亚伯拉罕·约书亚·特韦尔斯基（1930年10月6日-2021年1月31日）是一名美国哈雷迪猶太教拉比。犹太教神学切尔诺布派的一员。他同时还是一名精神科医生并在宾夕法尼亚州创立了一所物質濫用和酒精依賴康复中心。特韦尔斯基担任匹茨堡大学医学院精神病学副教授（AP）。2021年1月31日，在耶路撒冷因2019冠状病毒病逝世，享年90岁。